# عادل شکوروف
عادل شکوروف (ترکی آذربایجانی: Adil Şükürov؛ زادهٔ ۱۶ اوت ۱۹۷۷) بازیکن فوتبال اهل جمهوری آذربایجان است.
از باشگاه‌هایی که در آن بازی کرده‌است می‌توان به باشگاه فوتبال آزال باکو، باشگاه فوتبال کپز، باشگاه فوتبال تراکتور، باشگاه فوتبال باکو، و باشگاه فوتبال توران تووز اشاره کرد.
وی همچنین در تیم‌های ملی فوتبال زیر ۲۱ سال جمهوری آذربایجان و جمهوری آذربایجان بازی کرده‌است.